# احمد مهران‌فر
احمد مهران‌فر (زادهٔ ۱۰ خرداد ۱۳۵۴) بازیگر اهل ایران است. بیشتر شهرت او به‌خاطر نقش‌آفرینیِ شخصیت ارسطو در مجموعهٔ تلویزیونی پایتخت (۱۳۹۰–۱۴۰۴) است.

## کارنامه هنری

### بازیگری

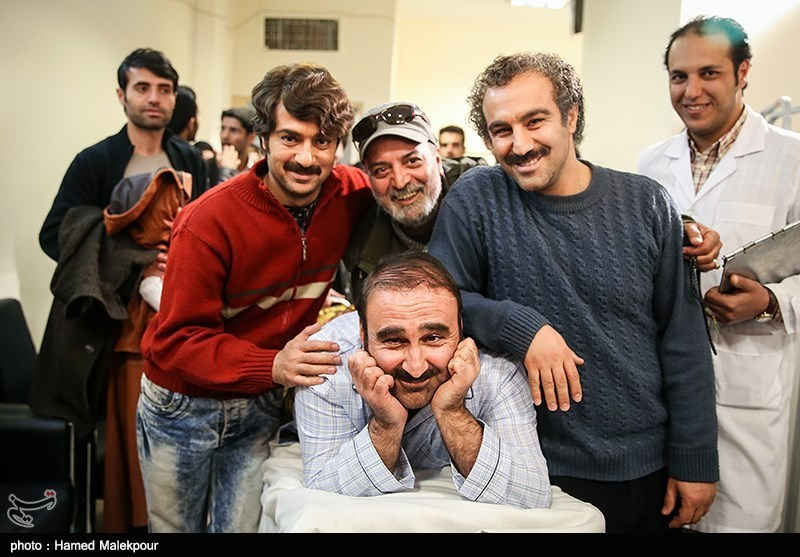
محسن تنابنده، سیروس مقدم، احمد مهرانفر و مهران احمدی در پشت صحنه سریال پایتخت ۳، اسفند ۱۳۹۲

احمد مهران‌فر از سال ۱۳۷۸ اجرای حرفه‌ای تئاتر را آغاز و در کنار بازیگرانی مانند پرویز پرستویی، پانته‌آ بهرام، امیر جعفری، مهتاب نصیرپور و حبیب رضایی اجرای نقش‌های تئاتری را تجربه کرده است. وی برای اولین بار در فیلم «نان، عشق و موتور ۱۰۰۰» در سینمای ایران ظاهر شد و پس از آن در فیلم‌های «اقلیما»، «حقیقت گمشده»، «دربارهٔ الی…»، «کلبه» و «آتش‌بس» و تئاترهایی همچون «همه چیز دربارهٔ آقای ف»، «فنز»، «قهوه تلخ»، «شکلک» «۱۷ دی کجا بودی؟» و… به ایفای نقش پرداخته است. او نویسندگی و کارگردانی نمایش «ادیپ افغانی» را نیز در کارنامه هنری خود ثبت کرده است. احمد مهران‌فر در چند مجموعه تلویزیونی، از جمله سریال پایتخت بازی کرده است. بیشتر شهرت وی برای نقش آفرینی در نقش ارسطو عامل در سری مجموعه‌های پایتخت است. او همچنین در چک برگشتی به عنوان بازیگردان نقش داشت.

### نویسندگی
او افزون بر بازیگری به نویسندگی هم مشغول بوده و برای تئاتر نمایش‌نامه نوشته است. وی به همراه امیرحسین قاسمی نویسندگی سریال سال‌های دور از خانه را هم برعهده داشته است که کارگردان این سریال مجید صالحی است. احمد مهرانفر و هادی کاظمی دو بازیگری هستند که در نقش صولت خنجری و امیریل زهره خان (شخصیت‌های فرعی سریال شاهگوش) هستند. سال‌های دور از خانه، اسپین آف یا روایتی مشتق از سریال شاهگوش است که خنجری و امیریل زهره خان شخصیت اصلی محسوب می‌شوند.

## جوایز و نامزدی‌ها

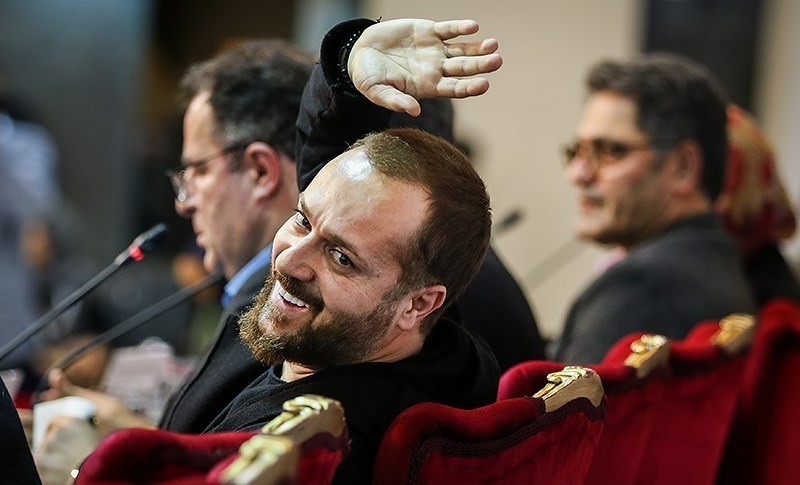
مهران‌فر سال ۱۳۹۶

- نامزد سیمرغ بلورین بهترین بازیگر نقش مکمل مرد در سی‌امین دوره جشنواره فیلم فجر برای بازی در یک عاشقانه ساده - ۱۳۹۰[نیازمند منبع]
- نامزد دیپلم افتخار بهترین بازیگر مرد در بیست‌ونهمین دوره جشنواره فیلم فجر برای بازی در عاشقانه‌ای برای سرباز وظیفه رحمت - ۱۳۸۹[نیازمند منبع]
- برندهٔ تندیس بهترین بازیگر مرد کمدی شانزدهمین جشن حافظ برای بازی در مجموعه پایتخت ۴ - ۱۳۹۵[۴]
- نامزد تندیس بهترین بازیگر مرد کمدی از هفدهمین جشن حافظ برای بازی در مجموعه پایتخت ۵ - ۱۳۹۷[نیازمند منبع]
- نامزد تندیس بهترین بازیگر مرد کمدی چهاردهمین جشن حافظ برای بازی در مجموعه پایتخت ۳ - ۱۳۹۲[نیازمند منبع]
- نامزد تندیس بهترین بازیگر مرد کمدی سیزدهمین جشن حافظ برای بازی در مجموعه پایتخت ۲ - ۱۳۹۱[نیازمند منبع]
- نامرد تندیس بهترین بازیگر مرد سینما در هفدهمین جشن حافظ برای بازی در ماجرای نیمروز - ۱۳۹۵[نیازمند منبع]
- نامزد تندیس بهترین بازیگر نقش مکمل مرد در جشن سینمای ایران برای بازی در ماجرای نیمروز - ۱۳۹۵[نیازمند منبع]

## فیلم‌شناسی

### سینمایی
| سال  | نام فیلم              | کارگردان                       | نقش      |
| ---- | --------------------- | ------------------------------ | -------- |
| ۱۴۰۳ | طهران ۵۷              | ایمان یزدی                     |          |
| ۱۴۰۲ | کوکتل مولوتوف         | حسین امیری دوماری              | سیروس    |
| ۱۴۰۲ | خجالت نکش۲            | رضا مقصودی                     | قنبر     |
| ۱۴۰۰ | ۲۸۸۸                  | کیوان علی‌محمدی و علی‌اکبر حیدری |          |
| ۱۳۹۹ | آهنگ دونفره           | آرزو ارزانش                    | پاشا     |
| ۱۳۹۸ | مرده خور              | صادق دقیقی                     |          |
| ۱۳۹۸ | انفرادی               | سید مسعود اطیابی               | بهرام    |
| ۱۳۹۷ | دینامیت               | سید مسعود اطیابی               | محمدحسین |
| ۱۳۹۶ | کاتیوشا               | علی عطشانی                     |          |
| ۱۳۹۶ | خجالت نکش             | رضا مقصودی                     | قنبر     |
| ۱۳۹۵ | ماجرای نیمروز         | محمدحسین مهدویان               |          |
| ۱۳۹۵ | راه رفتن روی سیم      | احمدرضا معتمدی                 |          |
| ۱۳۹۴ | زاپاس                 | برزو نیک‌نژاد                   | عمو اکبر |
| ۱۳۹۴ | هفت ماهگی             | هاتف علیمردانی                 |          |
| ۱۳۹۳ | ایران برگر            | مسعود جعفری جوزانی             |          |
| ۱۳۹۱ | آینه شمعدون           | بهرام بهرامیان                 |          |
| ۱۳۹۱ | دربند                 | پرویز شهبازی                   |          |
| ۱۳۹۰ | بی‌خود و بی‌جهت         | عبدالرضا کاهانی                |          |
| ۱۳۹۰ | یک عاشقانه ساده       | سامان مقدم                     |          |
| ۱۳۸۹ | ملاقات                | عباس رافعی                     |          |
| ۱۳۸۹ | اسب حیوان نجیبی است   | عبدالرضا کاهانی                |          |
| ۱۳۸۸ | هیچ                   | عبدالرضا کاهانی                |          |
| ۱۳۸۷ | درباره الی            | اصغر فرهادی                    |          |
| ۱۳۸۷ | عصر روز دهم           | مجتبی راعی                     |          |
| ۱۳۸۷ | کلبه                  | جواد افشار                     |          |
| ۱۳۸۶ | استشهادی برای خدا     | علی‌رضا امینی                   |          |
| ۱۳۸۶ | حقیقت گمشده           | محمد احمدی                     |          |
| ۱۳۸۶ | تسویه‌حساب             | تهمینه میلانی                  |          |
| ۱۳۸۵ | اقلیما                | محمدمهدی عسگرپور               |          |
| ۱۳۸۴ | آتش‌بس                 | تهمینه میلانی                  |          |
| ۱۳۸۴ | شاعر زباله‌ها          | محمد احمدی                     |          |
| ۱۳۸۱ | عشق فیلم              | ابراهیم وحیدزاده               |          |
| ۱۳۸۰ | نان، عشق و موتور ۱۰۰۰ | ابوالحسن داوودی                |          |

### مجموعه تلویزیونی
| سال       | نام اثر                                        | کارگردان         | پخش                                  | نقش        |
| --------- | ---------------------------------------------- | ---------------- | ------------------------------------ | ---------- |
| ۱۴۰۳      | پایتخت ۷                                       | سیروس مقدم       | نوروز و رمضان ۱۴۰۴                   | ارسطو عامل |
| ۱۳۹۹      | پایتخت ۶                                       | سیروس مقدم       | نوروز ۱۳۹۹ نوروز ۱۴۰۰(دوقسمت پایانی) | ارسطو عامل |
| ۱۳۹۷      | پایتخت ۵                                       | سیروس مقدم       | نوروز ۱۳۹۷                           | ارسطو عامل |
| ۱۳۹۶      | علی‌البدل                                       | سیروس مقدم       | نوروز ۱۳۹۶                           | علی‌البدل   |
| ۱۳۹۴      | پایتخت ۴                                       | سیروس مقدم       | رمضان ۱۳۹۴                           | ارسطو عامل |
| ۱۳۹۳      | پایتخت ۳                                       | سیروس مقدم       | نوروز ۱۳۹۳                           | ارسطو عامل |
| ۱۳۹۲      | پایتخت ۲                                       | سیروس مقدم       | نوروز ۱۳۹۲                           | ارسطو عامل |
| ۱۳۹۰      | پایتخت ۱                                       | سیروس مقدم       | پخش در نوروز ۱۳۹۰                    | ارسطو عامل |
| ۱۳۸۹      | عاشقانه ای برای سرباز وظیفه رحمت               | پوریا آذربایجانی |                                      | رحمت       |
| ۱۳۸۷      | تله‌فیلم «واقعیت مجازی»                         | رضا بهشتی        | شبکه ۱                               |            |
| ۱۳۸۶      | تله‌تئاتر «خانواده تت»                          | مائده طهماسبی    | شبکه ۴                               |            |
| ۱۳۸۴–۱۳۸۵ | تله‌فیلم «مسیر سبز» (آفتاب بر همه یکسان می‌تابد) | عباس رافعی       | تهیه شده برای شبکه جهانی سحر         |            |
| ۱۳۸۳      | رسم عاشقی                                      | سعید سلطانی      | شبکه ۵ ماه رمضان                     | فرج        |
| ۱۳۸۲      | بانکی‌ها                                        | مهدی مظلومی      | شبکه ۲                               |            |

### شبکه خانگی
| سال  | نام              | کارگردان      | نقش                |
| ---- | ---------------- | ------------- | ------------------ |
| ۱۴۰۴ | خجالت نکش        | رضا مقصودی    | قنبر               |
| ۱۴۰۱ | آکتور            | نیما جاویدی   | مرتضی              |
| ۱۴۰۱ | جادوگر           | مسعود اطیابی  | قدرت/مندل‌خان       |
| ۱۳۹۷ | سال‌های دورازخانه | مجید صالحی    | صولت خنجری (شهرام) |
| ۱۳۹۳ | ابله             | کمال تبریزی   | دکتر اسدالله       |
| ۱۳۹۲ | شاهگوش           | داود میرباقری | صولت خنجری (شهرام) |

### تئاتر
| سال  | نام            | کارگردان    | نقش               |
| ---- | -------------- | ----------- | ----------------- |
| ۱۳۹۲ | مرد بالشی      | محمد یعقوبی | کاتوریان کاتوریان |
| ۱۳۹۰ | خشک‌سالی و دروغ | محمد یعقوبی | آرش               |